# شهرستان وارن (جورجیا)
شهرستان وارن، جورجیا (به انگلیسی: Warren County, Georgia) یک سکونتگاه مسکونی در ایالات متحده آمریکا است که در جورجیا واقع شده‌است.